# مبيد الديدان الأسطوانية
مبيد الخيطيات أو مبيد الديدان الأسطوانية أو النيماتيسيدي هو نوع من المبيدات الكيميائية المستخدمة لقتل ديدان النباتات الطفيلية الخيطية. تميل هذه المبيدات إلى أن تكون مواد سامة واسعة الطيف تمتلك تقلبات عالية وخصائص أخرى تعزز الهجرة عبر التربة. يُعتبر ألديكارب "Aldicarb"، مبيد حشري من الكربامات يتم تسويقه بواسطة باير، وهو مثال على مبيدات الخيطيات التجارية شائعة الاستخدام. وهو مهم في إنتاج البطاطس، حيث تم استخدامه للسيطرة على الديدان الخيطية التي تنقلها التربة. الألديكارب هو مثبط لإنزيم الكولينستريز، والذي يمنع انهيار أستيل كولين في الشبكة. في حالة التسمم الحاد، تموت الضحية بسبب فشل في الجهاز التنفسي. ولم يعد مصرحًا للاستخدام في الاتحاد الأوروبي. وقد أدت سلامة صحة الإنسان والمخاوف البيئية إلى إلغاء التسجيل على نطاق واسع للعديد من المبيدات الخيطية الهامة من الناحية الزراعية.